# Asterios Polyp
Asterios Polyp és una novel·la gràfica del 2009 del dibuixant de còmics estatunidenc David Mazzucchelli.

## Argument
El personatge principal, Asterios Polyp, és un professor i arquitecte d'ascendència grega i italiana que ensenya a la Universitat de Cornell a Ithaca, Nova York. Després d'un llamp crema el seu apartament, abandona la ciutat en un autobús. Només tenia diners per arribar a Apogee, una ciutat en algun lloc de nord-amèrica, probablement Arizona. Allà troba una feina com a mecànic d'automòbils. La novel·la intercala la seva vida present amb escenes del seu passat, aparentment narrades pel seu germà bessó mort, Ignazio. Es fa un repàs als fets que han marcat d'alguna manera la seva vida, incloent la seva infància i el seu matrimoni problemàtic, així com somnis i seqüències al·legòriques. Finalment, Asterios no només ha d'enfrontar-se a la seva pròpia naturalesa, sinó als capritxos implacables i amorals dels mateixos déus.

## Temàtica

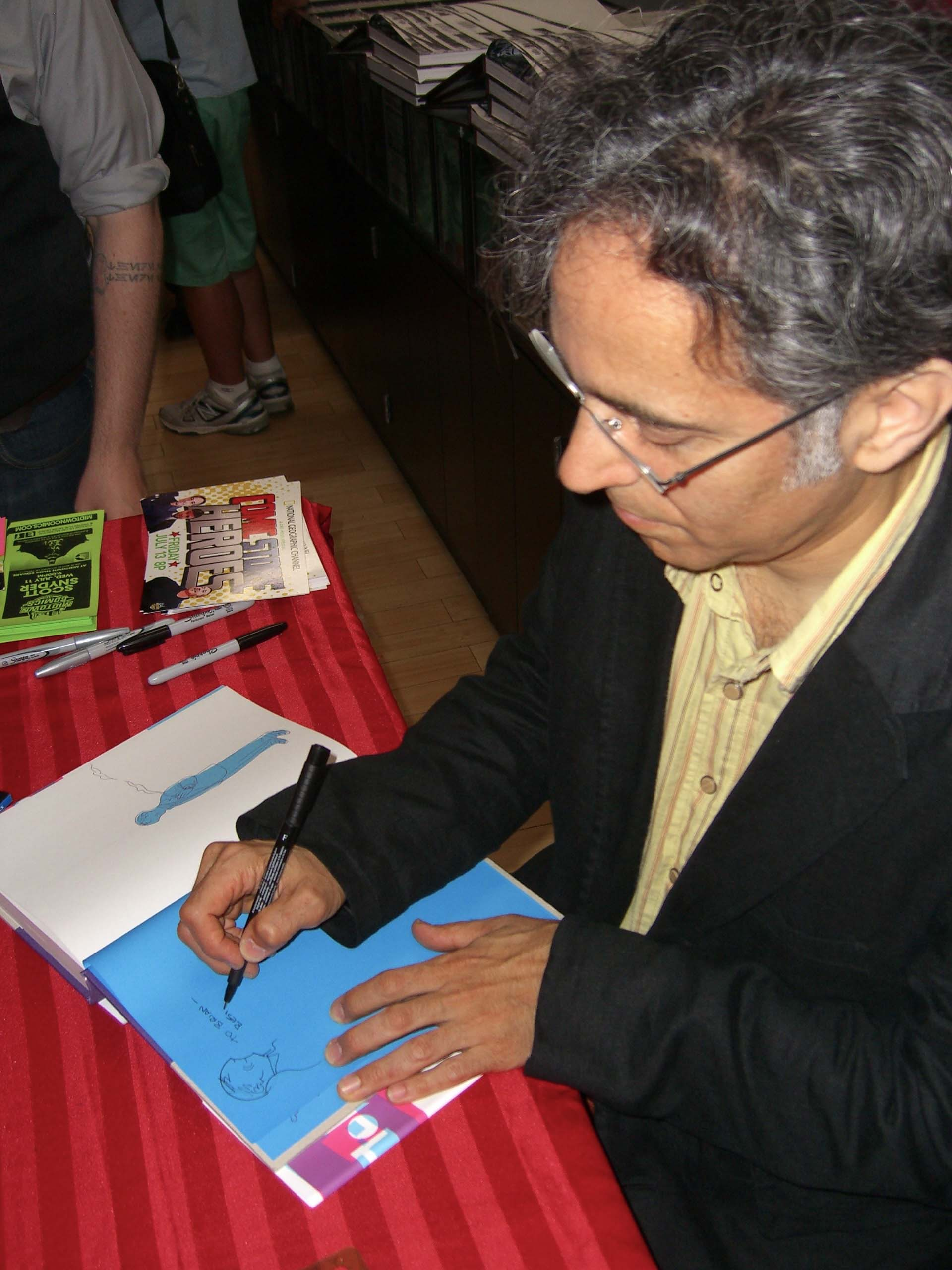
David Mazzuchelli dedicant una còpia d'Asterios Polyp, 2012.

En argument, estructura i disseny, aquest llibre explora la idea de dualitat. Algunes de les falses dicotomies tocades són: apol·lí vs dionisíac; raó vs emoció; destí vs lliure albir; i natura vs nodrir. Al llibre es plantegen preguntes com ara en què es converteix persona o qui és realment. L'herència grega d'Asterios és una de les moltes al·lusions a la història d'Orfeu i Eurídice, un tema recurrent al llarg del llibre. També es pot relacionar amb l'Odissea, en què la història es basa de manera lliure.

## Estil
Asterios Polyp és una obra que ocupà molts anys a Mazzucchelli, creant vinyetes amb gran profusió de detalls, profunditats de plànols i jocs cromàtics que donen un color i una sèrie de formes determinades als dos personatges principals. L'obra conté més de quinze tipografies diferents fetes a mà, tintes especials per a crear la sensació d'ambient i tot un ampli ventall d'eines al servei de l'expressivitat i fluïdesa de l'argument.

## Recepció
Asterios Polyp havia de ser originalment una història per al quart nombre de Rubber Blanket. Finalment, però, es publicà com a llibre de tapa dura independent. Va guanyar el primer premi de novel·la gràfica del Los Angeles Times Book Prize. Va ser nominat a quatre premis Eisner als 2010, guanyant en les categories de millor novetat de novel·la gràfica, millor escriptor/artista i millor guió. Encara el mateix any 2010, també va ser guardanoat amb tres premis Harvey.